# 1714 en santé et médecine
| Années de la santé et de la médecine : 1711 - 1712 - 1713 - 1714 - 1715 - 1716 - 1717    |
| Décennies de la santé et de la médecine : 1680 - 1690 - 1700 - 1710 - 1720 - 1730 - 1740 |

Cet article présente les faits marquants de l'année 1714 en santé et médecine.

## Événements
- 14 avril : La reine Anne effectue la dernière imposition des mains royale sur des écrouelles[1].

## Publications
- Dans son Traité de la cause de la digestion[2], Jean Astruc explique la sécrétion qui s'effectue dans le tube digestif[3].
- Les gravures anatomiques de Bartolomeo Eustachi († 1574) sont publiées pour la première fois, sous le titre de Tabulae anatomicae[4] par Giovanni Maria Lancisi[5].

## Naissances
- 6 janvier : Percivall Pott (mort en 1788), chirurgien anglais.
- 6 septembre : Robert Whytt (mort en 1766), médecin écossais[6].
- Alexander Wilson (mort en 1786), chirurgien, mathématicien et météorologue écossais.
- 1708[7] ou 1714 : William Lewis (mort en 1781), médecin et chimiste anglais[8].

## Décès
- 5 mai : Christian-Maximilien Spener (né en 1678), médecin et héraldiste allemand[9].
- 27 juillet : Sébastien Matte La Faveur (né en 1626), chimiste et pharmacien français[10],[11], auteur, en 1671, d'une importante Pratique de chymie[12].
- 1er novembre : John Radcliffe (né en 1652), médecin britannique[13].
- 5 novembre : Bernardino Ramazzini (né en 1633), professeur de médecine à Padoue, un des précurseurs concernant les accidents du travail et les mesures d'hygiène et de sécurité[14].